# Blue Hawaii (film)
Blue Hawaii is een Amerikaanse muziekfilm,  met Elvis Presley in de hoofdrol. De film presenteert Hawaii en haar bevolking in kleur, als achtergrond voor Elvis Presley en zijn liedjes. Het is de eerste (1961), en meest succesvolle van drie films van Presley die op Hawaii spelen. 
Zoals diverse andere Presley-films uit deze periode heeft deze als thema wat het effect is van militaire dienst op het leven van een jonge man.
De regie is van Norman Taurog.

## Verhaal
Na twee jaar legerdienst keert Chad Gates terug naar Hawaï. Hij wordt door zijn vriendin Maile Duval afgehaald op het vliegveld. Zijn nouveau-riche ouders willen hem een baan geven in de ananasplantage waar zijn vader de leiding heeft, maar Chad gaat zelf liever aan de slag als toeristische gids voor het reisagentschap van zijn vriendin.

## Rolverdeling
| Acteur           | Personage        |
| ---------------- | ---------------- |
| Elvis Presley    | Chad Gates       |
| Joan Blackman    | Maile Duval      |
| Angela Lansbury  | Sarah Lee Gates  |
| Nancy Walters    | Abigail Prentice |
| Roland Winters   | Fred Gates       |
| John Archer      | Jack Kelman      |
| Howard McNear    | Mijnheer Chapman |
| Steve Brodie     | Tucker Garvey    |
| Christian Kay    | Beverly Martin   |
| Iris Adrian      | Enid Garvey      |
| Hilo Hattie      | Waihila          |
| Jenny Maxwell    | Ellie Corbett    |
| Pamela Austin    | Selena Emerson   |
| Darlene Tompkins | Patsy Simon      |
| Lani Kai         | Carl Tanami      |
| Jose De Vega     | Ernie Gordon     |
| Frank Atienza    | Ito O'Hara       |
| Tiki Hanalei     | Ping Pong        |